# Chris Hogg
Christopher Francis „Chris“ Hogg (* 21. März 1985 in Middlesbrough, North Yorkshire) ist ein ehemaliger englischer Fußballspieler.

## Karriere
Hoggs erste Station in seiner Fußballkarriere war York City. In Englands U-15-Nationalmannschaft war er Kapitän. 2001 wechselte er zu dem damaligen Erstligisten Ipswich Town, konnte hier aber wegen einer Klausel im Vertrag mit York City niemals eingesetzt werden. 2003 wurde er für ein Jahr zu Boston United ausgeliehen. Aufgrund der prekären finanziellen Lage von Ipswich Town wechselte Hogg im Jahr 2005 zum schottischen Erstligisten Hibernian Edinburgh. Im Januar des gleichen Jahres wurde der Engländer beim Versuch, den Diebstahl des Autos seiner Schwester zu verhindern, schwer verletzt.
In seiner Anfangsphase bei Hibernian tat sich Hogg schwer einen Stammplatz zu erlangen. Unter Trainer John Collins kam er schließlich öfter zum Einsatz und bildete mit Rob Jones das Innenverteidigerpaar. Hogg ist derzeit hinter Jones Vizekapitän seines Vereins. Er war auch Teil der Elf, die im Jahr 2007 den FC Kilmarnock mit 5:1 im Finale des schottischen Ligapokals besiegte. Im Juni 2007 verlängerte er seinen Vertrag bei den Hibs bis 2011; zwei Jahre später beförderte ihn der Klub nach dem Weggang von Rob Jones zum Mannschaftskapitän. Nachdem sein Vertrag im Januar 2011 aufgelöst worden war, wechselte er zu Inverness Caledonian Thistle.

## Erfolge
- Scottish League Cup: 2006/07